# Casa al carrer de Mossèn Jacint Verdaguer, 46 (el Masnou)
La casa del carrer de Mossèn Jacint Verdaguer, número 46, és un edifici del municipi del Masnou (Maresme) protegit com a bé cultural d'interès local.
Es tracta d'un edifici entre mitgeres de planta rectangular amb pati al davant. Consta de planta baixa, dos pisos i golfes, amb la coberta plana practicable a manera de terrat. La façana està marcada per dos eixos de simetria que es defineixen a la planta baixa amb una porta d'accés i una finestra reixada lateral. A la primera planta hi ha un balcó continu amb dues obertures, a la segona planta, dos balcons, i a les golfes, dues obertures rectangulars. Totes les obertures estan fetes amb arc escarser i els balcons estan suportats per mènsules treballades amb caps de dona.
Les cases dels costats són molt semblants. Totes tenen un mateix origen tipològic que cal buscar en les cases de cós, però que s'han transformat individualment seguint patrons diferents, i al seu davant disposen de patis rectangulars a pla de carrer.